# ليمي (البرازيل)
ليمي هي مدينة، وبلدية في البرازيل، تقع في ساو باولو، بلغ عدد سكانها 80,757  نسمة وذلك حسب إحصائيات سنة 2000، تبلغ مساحتها 403.077 كيلومتر مربع، رمزها البريدي هو 13610-000 até 13624-999.

## أعلام
- أرتور مورايس
- نيكادور كارفاليو